# Unité fourragère
Pour les articles homonymes, voir UF.
L'unité fourragère (UF), est l'unité utilisé par l'INRA pour déterminer la valeur énergétique d'un fourrage. Cette unité fait référence à la valeur énergétique d'1 kg d'orge récolté au stade grain mûr.
L'unité fourragère est utilisée pour calculer la ration d'un herbivore et se divise de la manière suivante.
- UFL : Unité Fourragère Lait, quantité d'énergie nette absorbable pendant la lactation ou l'entretien du ruminant. 1 UFL = 1700 kcal
- UFV : Unité Fourragère Viande, quantité d'énergie nette absorbable lors de l'engraissement d'un ruminant, si le GMQ est supérieur à 1 000 g/j. 1 UFV = 1820 kcal
- UFC : Unité Fourragère Cheval, quantité d'énergie nette absorbable par un cheval. 1 UFC = 2700 kcal

Pour calculer les rations des monogastriques autres que le cheval, l'INRA utilise l'énergie nette, à mettre en relation avec l'énergie brute d'un aliment. Cette valeur est directement donnée en kcal.